# Сесил, Уильям, 5-й маркиз Эксетер
Уильям Томас Браунлоу Сесил, 5-й маркиз Эксетер (англ. William Thomas Brownlow Cecil, 5th Marquess of Exeter; 27 октября 1876 — 6 августа 1956) — британский пэр, известный как лорд Берли с 1895 по 1898 год.

## Биография
Родился 27 октября 1876 года. Единственный сын Браунлоу Сесила, 4-го маркиза Эксетера (1849—1898), и его жены Изабеллы Уичкот (? — 1917). Он получил образование в Итонском колледже и колледже Магдалины в Кембридже.
После окончания учебы он поступил в британскую армию офицером и в 1899 году, во время Второй Англо-бурской войны, временно служил адъютантом генерал-майора Джона Эдварда Бойса из 7-й бригады в Олдершоте. Во время Первой мировой войны он стал полковником подразделения Королевской артиллерии.
После смерти своего отца в 1898 году он унаследовал титулы 5-го маркиза Эксетера, 14-го графа Эксетера и 15-го барона Берли, став в результате членом Палаты лордов. Он был мэром Стэмфорда с 1909 по 1910 год и председателем окружного совета Сока Питерборо с 1910 по 1940 год.
В 1919 году он был награжден Орденом Святых Михаила и Георгия В период с 1920 по 1931 год он был адъютантом короля Великобритании Георга V. В 1933 году он закончил свою карьеру в армии. В 1937 году он стал кавалером Ордена Подвязки. Время от времени он выступал в качестве мирового судьи в разных графствах. С 1922 по 1952 год он занимал должность лорда-лейтенанта Нортгемптоншира.

## Семья
16 апреля 1901 года лорд Эксетер женился на достопочтенной Майре Ровенне Сибилл Орд-Поулет (22 декабря 1879 — 27 октября 1973), дочери Уильяма Орд-Поулета, 4-го барона Болтона (1845—1922), и леди Альгиты Фредерики Мэри Ламли (1847—1919). У супругов было четверо детей:
- Леди Летиция Сибилл Уинифред Браунлоу-Сесил (20 ноября 1903 — 21 июля 1992), в 1937 году вышла замуж за генерал-майора Генри Хотэма, 7-го барона Хотэма (1899—1967), и родила шестерых детей.
- Дэвид Джордж Браунлоу Сесил, 6-й маркиз Эксетер (9 февраля 1905 — 21 октября 1981), старший сын и преемник отца
- Уильям Мартин Аллейн Браунлоу Сесил, 7-й маркиз Эксетер (27 апреля 1909 — 12 января 1988)
- Леди Ромейн Элизабет Элджита Браунлоу-Сесил (22 марта 1915 — 27 июня 2001), с 1944 года замужем за майором достопочтенны Питером Эсме Брасси (1907—1995), сыном Генри Брасси, 1-го барона Брасси[англ.].